# Atherinomorus balabacensis
Atherinomorus balabacensis är en fiskart som först beskrevs av Seale, 1910.  Atherinomorus balabacensis ingår i släktet Atherinomorus och familjen silversidefiskar. Inga underarter finns listade.